# 许厚泽
许厚泽（1934年5月4日—2021年8月31日），中国大地测量与地球物理学家。

## 生平
1934年出生于安徽歙县。1955年毕业于同济大学。1962年中国科学院测量与地理物理研究所研究生毕业。1991年当选为中国科学院学部委员(院士)。中国科学院测量与地球物理研究所研究员。曾任中国科学院武汉分院院长、测量与地球物理研究所所长、国际地潮委员会主席。
2021年8月31日5时07分在武汉逝世，享年87岁。

## 荣誉
- 1979年获得“全国劳动模范”称号
- 1983年获得“湖北省特级劳动模范”称号
- 1984年获得“国家级有突出贡献的中青年专家”称号
- 2000年获得彭荫刚奖
- 2004年获何梁何利基金科学与技术进步奖
- 2013年获国际固体地球潮汐领域最高奖项Paul Melchior奖[3]